# 1722
1722 (MDCCXXII) fue un año común comenzado en jueves según el calendario gregoriano.

## Acontecimientos
- 5 de abril: en el sur del océano Pacífico, el explorador neerlandés Jakob Roggeveen y sus hombres son los primeros europeos en arribar a la isla de Pascua. No la descubrió porque habían sido descubiertas por la etnia rapanui en el siglo XIII.
- 27 de diciembre: Un fuerte terremoto de 7,8 sacude el Algarve portugués provocando un tsunami que inundó varias áreas.
- Tribus pastunas saquean la capital safaví, Ispahán. El imperio safaví se derrumba.[1]

## Nacimientos
- 3 de enero: Fredric Hasselquist, naturalista y zoólogo sueco. (f. 1752)
- 25 de noviembre: Heinrich J.N. Crantz, médico y botánico austriaco de origen luxemburgués (f. 1797)
- 7 de diciembre: Joseph Franz von Lobkowitz, músico y mecenas alemán (f. 1816)

## Fallecimientos
- 10 de febrero: Bartholomew Roberts, pirata galés. (n. 1682)
- Junio: John Clipperton, pirata y corsario inglés.
- 5 de diciembre: Marie-Anne de La Trémoille, Princesa de los Ursinos, dama de la corte española y diplomática francesa